# Personenunterstand und Beleuchtungskandelaber

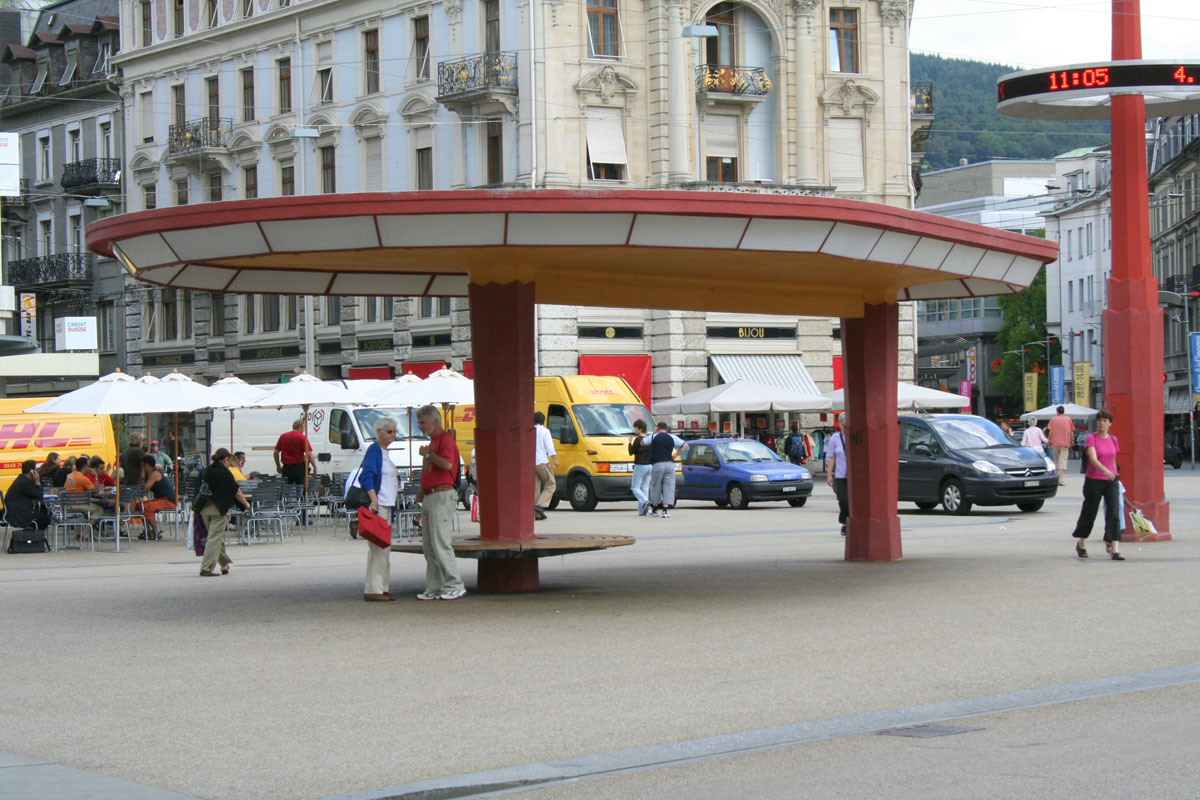
Unterstand Zentralplatz (2006)

Der Personenunterstand und Beleuchtungskandelaber Zentralstrasse 47a  in Biel im Kanton Bern in der Schweiz wurde 1927 von Ernst Berger im Stil der «Bieler Moderne» entworfen. Er steht als Kulturgut unter Denkmalschutz.

## Lage

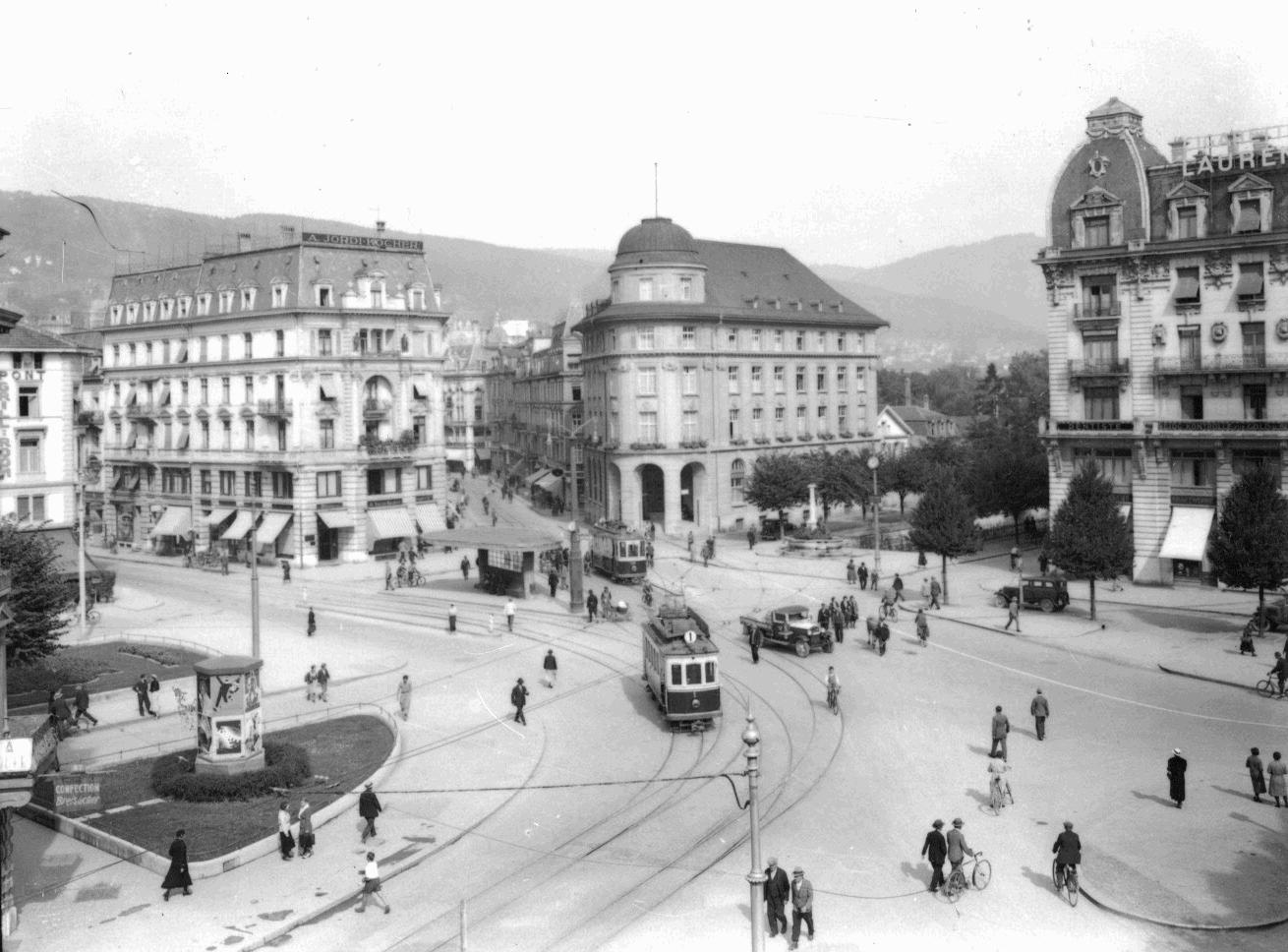
Zentralplatz Biel (um 1935)

Der Zentralplatz ist das Stadtraumzentrum sowie der Identifikationsort der Stadt. Hier laufen viele Verkehrswege im Bereich einer Brücke über die Schüss zusammen: die Bahnhofstrasse, die Zentralstrasse, die Nidaugasse, der Untere Quai und der Obere Quai jeweils an beiden Seiten des Flusses. So entsteht ein Platz von 55 m × 70 m. Der Personenunterstand wird von der Bahnhofstrasse und dem Unteren Quai flankiert und zeigt mit dem sich verjüngenden Ende zur Zentralstrasse. Dort befindet sich auch der im gleichen Duktus umkleidete Beleuchtungsmast. In dem historischen Fotos des Zentralplatzes entspricht der Standort der Werbesäule im Bildvordergrund links in etwa dem neuen Standort der beiden Elemente.

## Geschichte und Gestaltung

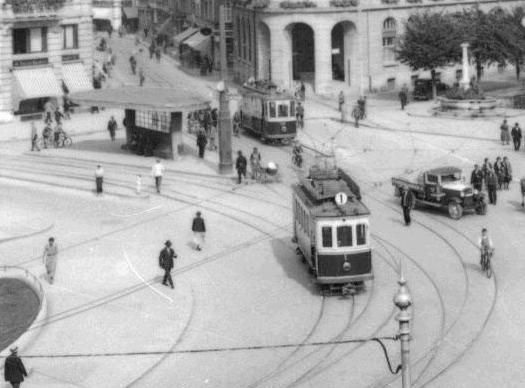
Zentralplatz Biel (um 1935) mit Kandelaber und Personenunterstand in mittiger Platzachse

Insgesamt acht verschiedene Wartehäuschen wurden in der «Bieler Moderne» bewusst unterschiedlich, avantgardistisch und stadtbildprägend von der Stadtverwaltung gestaltet. Verschiedene Funktionen wurden mit den Bauten gekoppelt. Es gab Sitzbänke, Windschutzelemente, Plakatierung, Telefonkabinen, Kioske, Toiletten, Technikräume und sogar einen Brunnen. Der Bau auf dem Zentralplatz erinnert an das ehemalige Netz des Trams in Biel, das von 1877 bis 1948 bestand.
Seit seiner Errichtung wurde das Häuschen mehrfach umgestaltet. Ursprünglich war zwischen den beiden tragenden Säulen eine Glaswand mit liegender Metallsprossung und an beiden Seiten dieses Windschutzes jeweils eine Eichenbank vorhanden. Auch die expressionistische Malerei von Eduard Müller an der Dachuntersicht ist nicht mehr sichtbar.
Der Entwurf sollte ursprünglich als Trennung zwischen zwei X-förmig verlaufenden Fahrspuren dienen. Mit der Neugestaltung des Zentralplatzes vor der Expo.02 wurde der Unterstand verschoben und die Trennwand mit Bänken entfernt. Das Dach verbindet zwei Kreisformen zu einem dynamischen Ganzen. Es ruht auf zwei leicht konischen, nun frei stehenden Betonpfeilern. Diese Tragelemente sowie der freistehende Mast vom Kandelaber wurden mit farbig gefassten Art-déco-Motiven versehen. Der Lichtkranz hinter Opalglasblenden am Rand des Flachdachs ist eine Ergänzung aus dem Jahr 1930.
Der Personenunterstand wurde 2003 rechtswirksam im Bauinventar des Kantons als «schützenswert» verzeichnet.